# Corrida Internacional de São Silvestre de 2015
A Corrida Internacional de São Silvestre de 2015 foi a 91ª edição da prova de rua, no dia 31 de dezembro de 2015, no centro da cidade de São Paulo, a prova foi de organização da Fundação Casper Líbero.

## Masculino

### Geral
| Colocação | Nº de inscrição | nome                                        | Idade | Equipe | Tempo | Tempo líquido | Ref         |
| --------- | --------------- | ------------------------------------------- | ----- | ------ | ----- | ------------- | ----------- |
| 1.        |                 | Stanley Biwott (Quênia) - 44min31s          |       |        |       |               | [ 2 ] [ 3 ] |
| 2         |                 | Leul Gebresilase (Etiópia) - 44min34s       |       |        |       |               | [ 2 ] [ 3 ] |
| 3         |                 | Feyisa Lilesa (Etiópia) - 44min38s          |       |        |       |               | [ 2 ] [ 3 ] |
| 4         |                 | Edwin Kipsang (Quênia) - 44min41s           |       |        |       |               | [ 2 ] [ 3 ] |
| 5         |                 | Giovani dos Santos (Brasil) - 44min58s      |       |        |       |               | [ 2 ] [ 3 ] |
| 6         |                 | Cybrian Kimurgor Kotut (Quênia) – 45min27s  |       |        |       |               | [ 2 ] [ 3 ] |
| 7         |                 | Damião Ancelmo de Souza (Brasil) – 46min10s |       |        |       |               | [ 2 ] [ 3 ] |
| 8         |                 | Joseph Tiophil Panga (Tanzânia) – 46min27s  |       |        |       |               | [ 2 ] [ 3 ] |
| 9         |                 | Tariku Bekele (Etiópia) – 46min30s          |       |        |       |               | [ 2 ] [ 3 ] |
| 10        |                 | Ederson Vilela Pereira (Brasil) – 46min37s  |       |        |       |               | [ 2 ] [ 3 ] |

## Feminino

### Geral
| Colocação | Nº de inscrição | nome                              | Idade      | Equipe                                   | Tempo    | Tempo líquido | Ref         |
| --------- | --------------- | --------------------------------- | ---------- | ---------------------------------------- | -------- | ------------- | ----------- |
| 1.        | 1               | Yimer Wude Ayalew (Etiópia)       | 28 (F2529) | Nike                                     | 54mins   | 00:54:01      | [ 2 ] [ 4 ] |
| 2         | 2               | Delvine Relin Meringor (Quênia)   | 23 (F2024) | Kenia Luasa Sports Caixa                 | 54min03s |               | >           |
| 3         | 3               | Failuna Abdi Matanga (Tanzânia)   | 23 (F2024) | Tanzania Luasa Sports Caixa              | 54min11s | 00:54:11      | [ 2 ] [ 4 ] |
| 4         |                 | Sueli Pereira da Silva (Brasil)   |            |                                          | 54min15s |               | [ 2 ] [ 4 ] |
| 5         | 4               | Joziane da Silva Cardoso (Brasil) | 30 (F3034) | Pé de Vento/Caixa                        | 54min22s | 00:54:22      | [ 2 ] [ 4 ] |
| 6         | 19              | Carolyne Chemutai Komen           | 25 (F2529) | Coquinho Fila Bioleve                    | 00:54:23 | 00:54:23      | [ 4 ]       |
| 7         | 8               | Natalia Elisante Sulle            | 27 (F2529) | Coquinho Fila Bioleve                    |          |               | [ 4 ]       |
| 8         | 18              | Gladys Kemboi                     | 21 (F2024) | Coquinho Fila Bioleve                    |          |               | [ 4 ]       |
| 9         | 6               | Maurine Jelagat Kipchumba         | 27 (F2529) | Kenia Luasa Sports Caixa                 |          |               | [ 4 ]       |
| 10        | 24              | Tatiele Roberta de Carvalho       | 26 (F2529) | O UNIMED NIKE SICREDI BLUE MYSTIC VERTUR |          |               | [ 4 ]       |